# Michel Amathieu
Michel Amathieu (ur. 28 listopada 1955 w Crèvecœur-en-Auge), francuski operator filmowy, także twórca reklam telewizyjnych. Członek Association Française des directeurs de la photographie Cinématographique.
W 2003 roku był nominowany do DVD Exclusive Awards za zdjęcia do dramatu Highway.

## Wybrana filmografia
- 1995 Miasto zaginionych dzieci
- 1997 Doberman
- 1997 1000 cudów świata
- 1998 Los Angeles bez mapy
- 1999 Historię tworzy się w nocy
- 2002 Highway
- 2004 Życie jest cudem
- 2006 Zakochany Paryż
- 2014 Dziecko Rosemary